# Media (Siraha)
Media – gaun wikas samiti we wschodniej części Nepalu w strefie Sagarmatha w dystrykcie Siraha. Według nepalskiego spisu powszechnego z 2001 roku liczył on 768 gospodarstw domowych i 4067 mieszkańców (1961 kobiet i 2106 mężczyzn).